# 8247 Cherylhall
8247 Cherylhall è un asteroide della fascia principale. Scoperto nel 1979, presenta un'orbita caratterizzata da un semiasse maggiore pari a 3,2232885 UA e da un'eccentricità di 0,0992854, inclinata di 2,70755° rispetto all'eclittica.